# Arno Kranenborg
Arno Kranenborg (Coevorden, 1959) is een Nederlands cineast.

## Opleiding
Kranenborg studeerde af aan de Kunstacademie AKI te Enschede en deed de vooropleiding van het Conservatorium te Enschede.

## Documentair werk
Met zijn eindexamenfilm ‘At Paris’ Top’ (1986, 21 minuten) maakte Arno Kranenborg een vliegende start, want de korte film werd al meteen internationaal opgemerkt. Het gaat om een gefilmde musical in zwart-wit over een schilder die zich bevindt op de hoogste verdieping van de Eiffeltoren en dan wil vliegen. "Die hele film is niet in Parijs, maar in een voormalige school op het Van Verschuerplein in Arnhem gedraaid, met een grotendeels Arnhemse cast", aldus Kranenborg.
In ruim dertig jaar heeft hij circa 25 films/tv-documentaires gemaakt, die over het algemeen lovend zijn ontvangen. De Kersenpluk (1996) heeft wereldwijd op liefst 50 filmfestivals gedraaid.
Op het filmfestival in Figueira da Foz (Portugal) sleepte hij met de film verschillende prijzen in de wacht. En enkele hoofdrolspelers uit De Kersenpluk, te weten Anton Starke (opa) en Ricky Koole (Marie) werden genomineerd voor een Gouden Kalf. De film is een zogeheten coming-of-age-film over een plattelandsjongen.   
De zevendelige tv-serie Lied van Verdriet werd in 1999 genomineerd voor de Zilveren Nipkowschijf. Hierin liet Kranenborg zien dat in Europa de diversiteit van uitingen van verdriet door middel van liederen enorm is. 
Op een vergelijkbare manier heeft hij ook nog Wat mijn hart zingt (2001), een documentaire over vluchtelingen en hun liederen gemaakt. En Recordings (2004), een documentaireserie over amateurzangers en -zangeressen in multicultureel Nederland uitgebracht. Het zijn eigenlijk verhalen over grote thema’s als dood, liefde, heimwee en vergankelijkheid. Door de vertolking van hun favoriete lied,  komen hun levensverhalen tot leven.
De inspiratie voor zijn werk haalt hij zogezegd uit zijn directe omgeving. Zoals in de televisie-documentaire Huis te koop (2004) die een regelrechte kijkcijferhit opleverde. Daarmee heeft de cineast laten zien dat achter zo’n bord in de tuin een groots en meeslepend verhaal kan schuilgaan. In dit geval het verhaal van een echtpaar dat niet alleen afscheid neemt van een huis vol herinneringen, maar ook van elkaar.
In Demarrage (2017, KV Films) volgde Kranenborg en zijn team een fietsvriendengroep van 8 mannen in de leeftijd van 65 tot 80, en hun strijd tegen het naderende einde van hun leven.  Het is een sterk, sociaal portret van de ‘lycramannen’, zoals de wielrenners op leeftijd zichzelf spottend noemen.    
Na de speelfilm De Kersenpluk (1997) maakte hij voornamelijk documentaires.
Producties van Kranenborg zijn: 
- de ontroerende serie 'Lied van verdriet' (1999) over treurige traditionele zangculturen in de periferie van Europa[3]
- 'Recordings' (2003), een serie korte documentaires waarin mensen van allerlei pluimage dierbare liederen zingen

In 2003 maakte hij een portret van de inmiddels overleden kinderboekenmaker Max Velthuijs, 'Max Velthuijs, Is het leven niet prachtig?', voor de VPRO.